# Captain Laserhawk: A Blood Dragon Remix
Capitán Laserhawk: A Blood Dragon Remix es una serie de televisión de animación para adultos franco-estadounidense producida por Ubisoft Film & Television, Bobbypills y Bootleg Universe. Está inspirada en el videojuego de 2013 Far Cry 3: Blood Dragon, al tiempo que amalgama elementos y personajes de varias otras franquicias de Ubisoft. Creada por Adi Shankar, la serie se estrenó el 19 de octubre de 2023 en Netflix y recibió críticas generalmente positivas por parte de la crítica.

## Historia central
La serie está ambientada en 1992, en una historia alternativa en la que Estados Unidos se ha convertido en Edén, una tecnocracia distópica controlada por la megacorporación del mismo nombre y poblada por humanos y animales antropomórficos creados artificialmente llamados "Híbridos", que son tratados por los humanos como esclavos, ganado y bestias de carga. Dolph Laserhawk, un supersoldado modificado por Eden Tech Military, escapa y se convierte en fugitivo junto a su novio Alex Taylor. Durante un atraco final, Taylor traiciona a Laserhawk, que es capturado y encarcelado en la prisión negra de Eden, Supermaxx.
Bajo la dirección del alcaide de Supermaxx, que le ha implantado un dispositivo explosivo en su interior, Laserhawk es seleccionado para liderar un equipo de otros rebeldes cautivos, conocidos como los Fantasmas, en una serie de operaciones encubiertas para socavar los planes de Taylor.

## Reparto
| Personaje                  | Actor de voz original Estados Unidos | Actor de voz México  |
| -------------------------- | ------------------------------------ | -------------------- |
| Dolph Laserhawk            | Nathaniel Curtis                     | Alejandro Orozco     |
| Sarah Fisher / Sigma ("Σ") | Caroline Ford                        | Carla Castañeda      |
| Bullfrog                   | Yves Bigerel                         | Roberto Gutiérrez    |
| Alex Taylor                | Boris Hiestand                       | Santos Alberto       |
| Sam Fisher                 | Boris Hiestand                       | Carlos Segundo       |
| Jade                       | Courtney Mae-Briggs                  | Jesse Conde          |
| Violet                     | Courtney Mae-Briggs                  | Jennifer Mápula      |
| Pey'j                      | Glenn Wrage                          | Gerardo Vásquez      |
| Rayman                     | David Menkin                         | Luis Leonardo Suárez |
| Marcus Holloway            | Mark Ebulué                          | Dan Osorio           |
| Red                        | Adi Shankar                          | José Antonio Macías  |
| Yellow                     | Rasmus Hardiker                      | Fabrizio Santini     |
| Black                      | Shai Matheson                        | N/D                  |
| Cody Rhodes                | Cody Rhodes                          | Erick Selim          |
| Pagan Min                  | Daniel York                          | Idzi Dutkiewicz      |
| Kenny Omega                | Kenny Omega                          | Emmanuel Alejandro   |

## Episodios

### Primera temporada (2023)
- "Episode 1" (Dirigida por Mehdi Leffad)
- "Episode 2" (Dirigida por Mehdi Leffad)
- "Episode 3" (Dirigida por Mehdi Leffad)
- "Episode 4" (Dirigida por Mehdi Leffad)
- "Episode 5" (Dirigida por Mehdi Leffad)
- "Episode 6" (Dirigida por Mehdi Leffad)

## Producción
La serie fue presentada por primera vez por Ubisoft en octubre de 2019, con el título Captain Laserhawk: A Blood Dragon Vibe, con el showrunner de Castlevania Adi Shankar dirigiendo el proyecto aunque no se anunció ningún distribuidor. En junio de 2021, durante el evento virtual "Geeked Week" de Netflix, Shankar reveló que está produciendo la serie basada en la vibración de Far Cry 3: Blood Dragon bajo el título Captain Laserhawk: A Blood Dragon Remix, dirigida por Shankar y producida por el estudio de animación Bobbypills, con sede en París. Yves "Balak" Bigerel es el director creativo y Mehdi Leffad el director. Gérard Guillemot, Hélène Juguet y Hugo Revon son los productores de Ubisoft Film & Television.
Además de la franquicia Far Cry, la serie incluye personajes y elementos de otras propiedades intelectuales de Ubisoft, como Assassin's Creed, Beyond Good and Evil, The Crew, Tom Clancy's Rainbow Six, Rayman, Splinter Cell y Watch Dogs.

### Lanzamiento
Capitán Laserhawk: A Blood Dragon Remix se estrenó mundialmente en octubre de 2023 en Netflix con seis episodios.

## Recepción
En Rotten Tomatoes, la serie tiene un índice de aprobación del 89% basado en 9 críticas, y una calificación media de 6,70/10. Hayden Mears, de IGN, otorgó a la serie una puntuación de 9,0 sobre 10, "asombrosa", afirmando que es "tan brutal como sincera, Captain Laserhawk: A Blood Dragon Remix nunca se siente desprovisto de formas ingeniosas de engranar un ecléctico grupo de favoritos de Ubisoft en una única historia disparatada". Charles Pulliam-Moore, de The Verge, afirma que la serie "es como un paseo por la vasta biblioteca de Ubisoft de IP de videojuegos clásicos".

## Otros medios de comunicación
Un libro de arte de tapa dura, titulado Captain Laserhawk: Blood Dragon Remix - The Art of the Animated Series, publicado por Dark Horse Comics, salió a la venta el 24 de octubre de 2023.
El 23 de enero de 2024 salió a la venta una precuela yaoi manga adaptada por Ben Kahn y publicada por Tokyopop, que muestra la relación entre Dolph Laserhawk y Alex Taylor.

### Captain Laserhawk: the G.A.M.E.
El 18 de diciembre de 2024 se lanzó un juego derivado de la web3, titulado Captain Laserhawk: the G.A.M.E.. El juego es un shooter de vista aérea que requiere una conexión a una cartera de criptomonedas y la compra de uno de los NFT de los personajes. Rayman actúa como locutor en las partidas a muerte.
El juego recibió una acogida abrumadoramente negativa. Time Extension lo describió como "dolorosamente básico", y lamentó que se utilizara a Rayman para promocionar el juego, mientras que un periodista de Polygon descubrió que era el décimo jugador mejor clasificado a nivel mundial tras terminar sólo tres partidas debido a la bajísima aceptación de los jugadores. En el momento de la publicación del artículo, sólo 94 jugadores habían jugado al juego. Se lanzó con muchas NFT de tirada limitada; estas se vendieron mal y aún estaban disponibles en grandes cantidades.